# Saint-Georges-en-Couzan

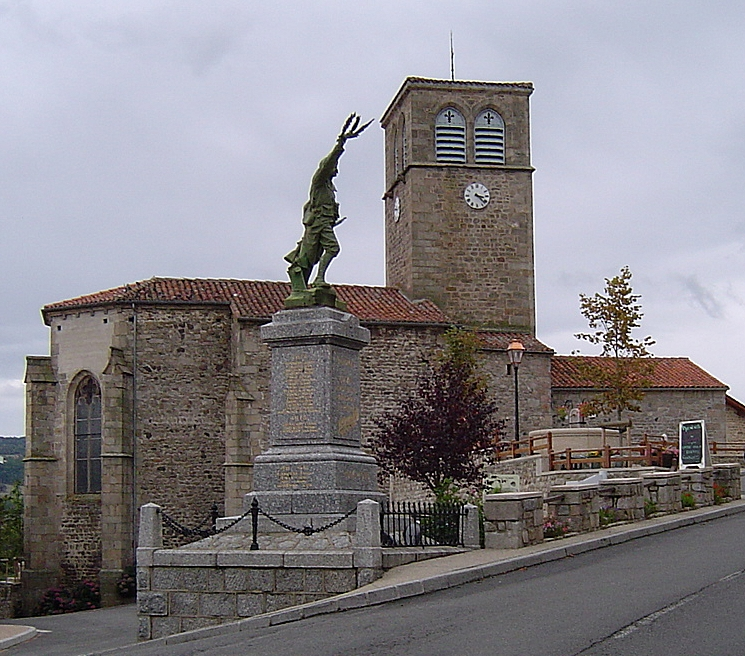
Kościół i pomnik w Saint-Georges-en-Couzan, 2007

Saint-Georges-en-Couzan – miejscowość i gmina we Francji, w regionie Owernia-Rodan-Alpy, w departamencie Loara.
Według danych na rok 1990 gminę zamieszkiwało 539 osób, a gęstość zaludnienia wynosiła 23 os./km² (wśród 2880 gmin regionu Rodan-Alpy Saint-Georges-en-Couzan plasuje się na 1110. miejscu pod względem liczby ludności, natomiast pod względem powierzchni na miejscu 380.).